# Drenje Šćitarjevsko
Drenje Šćitarjevsko – wieś w Chorwacji, w żupanii zagrzebskiej, w mieście Velika Gorica. W 2011 roku liczyła 203 mieszkańców.